# Lyrikpreis der Südpfalz
Der Lyrikpreis der Südpfalz wird alle zwei Jahre für deutschsprachige Lyrikerinnen und Lyriker ausgelobt und ist mit 10.000 Euro dotiert. Zusätzlich erhalten die Preisträger ein hochwertiges Weinpräsent. Gestiftet wird der Preis von den Landkreisen Südliche Weinstraße und Germersheim, der Stadt Landau sowie der Stiftung Rheinland-Pfalz für Kultur. Im Künstlerhaus Edenkoben erfolgt die Preisverleihung.
2020 gab es die erste Verleihung an Anja Utler aus Leipzig während der schweren Phase der Corona-Pandemie. Aus den Reihen lokaler Schriftsteller wurde Kritik bzgl. des Verfahrens geäußert, auch wurde ein Nebenpreis für Südpfälzer Autorinnen und Autoren vorgeschlagen, was auf Ablehnung stieß.
Die Jury im Jahr 2024 bildeten Michael Au, Nico Bleutge, Carolin Callies, Monika Rinck und Hans Thill.

## Preisträger
- 2020 Anja Utler[3]
- 2022 Ulf Stolterfoht[4]
- 2024 Karin Fellner[5]